# Біргер Васеніус
Біргер Васеніус (7 грудня 1911 — 2 січня 1940) — фінський чемпіон світу з бігу на ковзанах. Народився в Гельсінкі.
Васеніус досяг світової вершини в 1933 році, коли виграв срібну медаль на чемпіонаті Європи з багатоборства. Невдовзі з'явилося більше медалей, у тому числі дві срібні медалі та одна бронзова медаль на зимових Олімпійських іграх у Гарміш-Партенкірхені 1936 року, але жодна з них не була золотою. Найбільше золотих медалей у ті дні дісталося норвезькому фігуристу Івару Баллангруду. Фактично, чотири з шести срібних медалей, які Васеніус виграв на Зимових Олімпійських іграх, Чемпіонаті світу з багатоборства та Чемпіонаті Європи з багатоборства, були позаду Баллангруда. Нарешті, на Чемпіонаті світу з багатоборства 1939 року в Гельсінкі, місті його народження, Васеніус став чемпіоном світу з багатоборства, вигравши 1500 м і фінішував другим на трьох інших дистанціях.
Наприкінці 1939 року спалахнула Зимова війна між Фінляндією та Радянським Союзом, і Васеніус був убитий на початку 1940 року, боючись на боці фінської армії на островах Ладозького озера.

## Медалі
Огляд медалей, завойованих Васеніусом на важливих чемпіонатах, у яких він брав участь, із переліком років, коли він виграв кожну з них:
| Чемпіонати                | Золота медаль | Срібна медаль                  | Бронзова медаль |
| Зимова Олімпіада          | –             | 1936 (5,000 м) 1936 (10,000 м) | 1936 (1,500 м)  |
| Світове багатоборство     | 1939          | 1934 1936 1937                 | –               |
| Європейське багатоборство | –             | 1933                           | 1935 1937       |

Крім того, Васеніус перемагав на національному чемпіонаті Фінляндії з багатоборства в 1933, 1934, 1935, 1937, 1938 і 1939 роках — загалом шість разів.

## Особисті записи
Щоб побачити ці особисті рекорди в перспективі, у колонці WR перераховано офіційні світові рекорди на дати, коли Васеніус встановив свої особисті рекорди.
| Подія    | Результат | Дата               | Місце проведення    | WR      |
| -------- | --------- | ------------------ | ------------------- | ------- |
| 500 м    | 43.4      | 5 лютого 1938 року | Вайлент Арена       | 42.3    |
| 1,500 м  | 2:18.2    | 31 січня 1937 року | Вайлент Арена       | 2:17.4  |
| 3,000 м  | 4:55.7    | 30 січня 1937      | Вайлент Арена       | 4:49.6  |
| 5,000 м  | 8:21.3    | 31 січня 1937      | Вайлент Арена       | 8:17.2  |
| 10,000 м | 17:28.2   | 14 лютого 1936     | Гарміш-Партенкірхен | 17:17.4 |

Васеніус має оцінку Адельскалендера 192,006 бала. Його найвищим рейтингом на Adelskalender було третє місце.